# Castillo de Forse

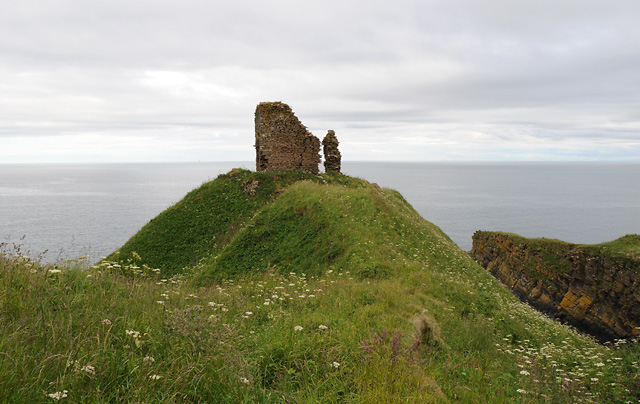
Restos del castillo de Forse

El castillo de Forse es un edificio en ruinas que data del 1200, ubicado en la aldea de Forse en el condado de Caithness, zona de gobierno local histórica de Escocia, en el concejo de Highland.
El castillo se encuentra en una península a unos 50 metros sobre el nivel del mar. Está rodeado por todos lados por acantilados y está separada de tierra firme por un pozo natural en el istmo de la península.
El castillo de Forse fue el baluarte de los Sutherland de Forse, una de las rama más joven del clan de los Sutherland, que vivieron en el hasta alrededor de 1600.